# Colovale
Colovale är en ort i Indien.   Den ligger i distriktet North Goa och delstaten Goa, i den sydvästra delen av landet, 1 500 km söder om huvudstaden New Delhi. Colovale ligger 25 meter över havet och antalet invånare är 5 723.
Terrängen runt Colovale är platt. Runt Colovale är det tätbefolkat, med 913 invånare per kvadratkilometer. Närmaste större samhälle är Māpuca, 5,1 km söder om Colovale. I omgivningarna runt Colovale växer huvudsakligen savannskog.